# Ана Хребринова
Ана Хребринова (чеш. Anna Hřebřinová, 1908—1993) је бивша чехословачка гимнастичарка која је учествовала на Олимпијским играма 1936. у Берлину.
У Берлину је учествовала у дисциплини гимнастички вишебој у екипној конкуренцији, јединој дисциплини за жене на овим играма. Екипу је чинило осам гинастичарки:Јарослава Бајерова, Власта Деканова, Божена Добешова, Власта Фолтова, Ана Хребринова, Матилда Палфиова, Здењка Вермиржовска и Марија Ветровска. На основу збира појединачних резултата у три појединачне дисциплине направљен је пласман у оквиру репрезентације, а шест првопласираних, од осам чланица репрезентације, такмичиле су се у другом кругу односно групној вежби. Сви резултати првог и другог дела су се сабрали и добијен је резултат и пласман екипе Чехословачке. У конкуренцији осам репрезентација Чехословачка је заузела друго место и освојила сребрну медаљу потигнутим резултатом од 503,60 бодова.
Појединачни резултати Ане Хребринове
| Дисциплина         | Бодови | Пласман |
| ------------------ | ------ | ------- |
| Прескок            | 21,20  | 15      |
| Двовисински разбој | 20,59  | 38      |
| Греда              | 21,00  | 26      |
| Укупно             | 62,70  | 21      |

Резултатом 62,70 Ана Хребринова је била пета у репрезентацији, па је учествовала у другом кругу - групној вежби, где се репрезентативке освојиле 115,85 бодова.